# Nervijuncta ostensackeni
Nervijuncta ostensackeni är en tvåvingeart som beskrevs av Tonnoir 1927. Nervijuncta ostensackeni ingår i släktet Nervijuncta och familjen hårvingsmyggor. Inga underarter finns listade i Catalogue of Life.